# Бос (політика)
Бос (англ. Political boss: господар, підприємець) — фактичний лідер політичної партії (Демократичної чи Республіканської) штату, міста, графства тощо. В багатьох випадках боси не мають офіційних посад ані в партійному, ані в державному апараті, однак справляють вирішальний вплив на висування кандидатів на усі виборні посади та добиваються обрання намічених ними кандидатів, керують призначенням чиновників та діяльністю всього держ. апарату в межах свого округу.
Влада боса ґрунтується на системі організованого ним шантажу, корупції та насильства. Існування босів пояснюється тим, що монополістичним та фінансовим групам значно зручніше досягати своєї мети шляхом неофіційних контактів з однією особою, яка не займає офіційної посади, ніж з більшою кількістю офіційних посадових осіб, діяльність яких є відкритою. Не обмежуючись поборами за надані ними "послуги", боси як правило є утримувачами підпільних публічних та ігрових домів, бандитських зграй, які використовуються ними як з метою наживи, так і для здійснення політичних цілей.
Ряд видних політичних діячів США зобов'язані своїм висуванням босам. Наприклад, колишній президент Г. Трумен своїй появі на політичній арені зобов'язаний босу штату Міссурі Пендергасту.